# Coeus
Coeus, unul dintre titani , fiul lui Uranus (cerul) și Geei (pământul). În traducere, Coeus în greacă înseamnă "întrebare" sau "chestiune". În mitologia greacă, Coeus este titanul inteligenței. Împreună cu Phoebe, Coeus a conceput zeițele Leto și Asteria. 
Coeus este menționat de Hesiod, Eschil, Apollodorus, Pausanias, Diodorus Siculus, Hyginus, Ovidiu, Virgiliu și Valerius Flaccus.